# Ochthochloa
Ochthochloa  es un género de planta con flor,  perteneciente a la familia de las poáceas. Es originario del norte de África hasta Irán y la India.

## Especies
- Ochthochloa compressa
- Ochthochloa dactyloides